# つばさ (人工衛星)
つばさは日本の民生部品・コンポーネント実証衛星（Mission Demonstration test Satellite-1、略称：MDS-1）である。2002年2月4日にH-IIAロケットで打ち上げられ、予定されていた1年のミッション期間を超える1年7か月間ミッションを行い、2003年9月27日にミッションを終了した。

## 概要
つばさは、民生部品の軌道上における機能確認と、コンポーネント小型化技術の確認を目的とし、民生部品の信頼性を検討するため、放射能の強いヴァン・アレン帯を通る静止トランスファー軌道に投入された。ミッション期間は1年とされたが、静止軌道での10年分に相当する量の放射線を浴びる厳しい放射線環境下で運用された。
また、従来の手法では5年以上かかる開発期間を3年間を目標に開発を行い、短期間開発手法の確立を図った。最終的はH-IIロケット8号機の失敗による打ち上げ計画の見直しなどにより、開発期間は4年半となった。
設計寿命の1.5倍にあたる1年7か月にわたり軌道上で運用され、すべてのミッション機器においてエクストラサクセスまでのミッションを達成した。

## 打ち上げから運用終了まで
つばさは2002年2月4日11時45分に種子島宇宙センターよりH-IIAロケット2号機で高速再突入試験機、VEP-3（ロケット性能確認用ペイロード3型）と共に打ち上げられた。この後、1年間のミッション期間の有効活用のため、初期チェックアウトをわずか10日間で行い、2月14日には定常段階へ移行した。
打ち上げから約1年後の2003年2月26日に予定していたすべての軌道上データの取得し定常段階を終了、翌2月27日から後期利用段階に入り、さらなるデータの取得を目指した。
2003年7月30日に二系統ある電源系バッテリのうち、No.1バッテリ系統に不具合が生じた。その後も可能な限り運用が続けられたが、制御可能なうちに軌道変更と停波処置を行う必要があったため、運用終了が決定された。
2003年9月25日3時20分に停波コマンドを送信、9月27日に停波を確認してミッションを終了した。この際、スペースデブリ発生防止のため、8月末には近地点高度を下げる軌道変更を行い、運用終了時の近地点高度は209 kmであった。2005年1月時点での観測では、2020年頃に大気圏に再突入すると見られている。

## バス機器
バス機器は開発リスク、コストの軽減と短期間開発のため原則として既存のバス技術を用い、新規開発要素を持ち込まない開発方針で設計された。また、ミッション機器の搭載重量を増やすために姿勢制御系をシンプルな太陽指向スピン安定とし、ヴァン・アレン帯通過時の厳しい放射線環境に耐えうる設計が必要となった。
構造はパネル構造方式で寸法は1.2m x 1.2m x1.5m、Z軸を中心に約5rpmで回転する。ロケットとの結合はPAF1194M適合であり、太陽電池パネルは従来のSi系ではなく、バンアレン帯の放射線環境に耐えうるGaAs(ヒ化ガリウム)系太陽電池を使用していた。

## ミッション機器
つばさには3グループ（民生品実証、コンポーネント実証、宇宙環境計測）、6ミッション(CSD,TSC,CPV,SSR,PCS,SEDA)から構成されるミッション機器が搭載され、すべてのミッション機器が実験装置別達成評価基準においてエクストラサクセスの評価を得た。

### 民生品実証機器
民生半導体の宇宙環境下データの取得を目的とする。実験装置はともに明星電気、評価システムは高信頼性部品が開発を担当した。
- 民生半導体部品実験装置(CSD)
民生半導体の実際の宇宙空間での耐放射線データを取得し、民生半導体を宇宙で使うための評価技術を開発を目的とする。
- 地上用太陽電池実験装置(TSC)
各種の地上用太陽電池の軌道上での性能を評価し、安価・高効率・軽量で高い放射線耐性を持つ次世代太陽電池セルの開発に反映することを目的とする。

### コンポーネント実証機器
小型･高性能化ができるコンポーネントの宇宙実証を目的とする。
- CPV(Common Pressure Vessel)型バッテリ実験装置(CPV)
1つの圧力容器内に複数のニッケル水素バッテリセルを直列に接続させることにより、小型軽量で低コスト化が可能なCPV型ニッケル水素バッテリの実現性の実証を目的とする。旧東芝（NEC東芝スペースシステムを経て現・NECスペーステクノロジー）が開発。
- 半導体レコーダ実験装置(SSR)
民生用の半導体メモリ素子及び高密度実装方式を用いた半導体メモリ装置の宇宙環境における実証を行い、小型軽量の宇宙機用メモリ装置の設計・試験手法の確立を目的とする。旧NEC（NEC東芝スペースシステムを経て現・NECスペーステクノロジー）が開発。
- 並列計算機システム実験装置(PCS)
民生用MPU、並列処理及びフォールトトレランス技術を採用した高性能･高信頼性計算システムで、軌道上における高性能計算機システムの実用化技術、民生部品を利用した機器設計技術及びソフトウェアによる汎用的な冗長処理･並列処理技術の確立を目的とする。NECが開発。

### 宇宙環境計測装置(SEDA)
ミッション機器で取得したデータを解析するための宇宙放射線環境データの把握を目的とし、以下の4機器から構成される。
- 放射線吸収線量モニタ(SDOM)
電子、陽子、アルファ粒子のエネルギーと計数率の計測。三菱電機が開発。
- 積算吸収線量計(DOS)
衛星の各所（56箇所）に配置されたセンサにより各部の積算吸収線量の計測。三菱電機が開発。
- 重イオン観測装置(HIT)
衛星の受ける重イオンの核種･エネルギー･入射方向･入射時刻を計測し、またセンサの後方に搭載されているメモリ誤作動モニタにより、重イオン粒子によるシングルイベント現象を計測。明星電気が開発。
- 磁力計(MAM)
長さ3mの伸展マストの先端に搭載された磁力センサにより、衛星が飛行する軌道の磁場の3軸成分の計測。本体は明星電気が、伸展マストは日本飛行機が開発。

## 開発資金計画と実績
プロジェクト当初予定の60億円に対し、実績は約62億円（うち2億円は定常段階終了後の経費）とほぼ計画額を達成した。内訳は計画額がミッション機器21億円、バス機器34億円、追跡運用5億円であり、実績はミッション機器約24億円、バス機器約31億円、追跡運用約7億円であった。

## 参考
- 平成17年 宇宙開発委員会 推進部会（第1回）（平成17年1月25日）
 資料 推進1-3-1 「民生部品・コンポーネント実証衛星「つばさ(MDS-1)」について」
- NASDAプレスリリース 「「つばさ」の運用終了について」（平成15年9月24日）
- 南野浩之, 高田昇, 倉益凌一 「民生部品・コンポーネント実証衛星(MDS-1)の開発 : 短期・低コスト衛星の開発」
電子情報通信学会技術研究報告 Vol.98, No.570(19990129) pp. 33-40
- 臼杵茂 「500kg級衛星の設計技術」
電子情報通信学会技術研究報告 Vol.100, No.162(20000623) pp. 79-86 SANE2000-34
- 市川愉, 山川史郎, 笹田武志, 谷岡憲隆, 荒井功恵, 山本昭男 「MDS-1(つばさ)初期評価結果と今後の実験計画」
電子情報通信学会技術研究報告 Vol.102, No.172(20020621) pp. 7-10 SANE2002-20
- 小沢 正幸 「軌道上人工衛星の不具合事例と信頼性向上対策」
日本信頼性学会誌 Vol.27, No.5(20050801) pp. 356-364